# Kinosternon oaxacae
Kinosternon oaxacae is een schildpad uit de familie modder- en muskusschildpadden (Kinosternidae). Er is nog geen Nederlandstalige naam voor deze soort.
Kinosternon oaxacae komt voor in delen van Noord-Amerika en komt endemisch voor in Mexico. De soort werd voor het eerst wetenschappelijk beschreven door James F. Berry en John B. Iverson in 1980.
De schildpad bereikt een rugschild- of carapaxlengte tot ongeveer 18 centimeter. Het rugschild is bruin tot donkerbruin van kleur en heeft soms drie duidelijk zichtbare lengtekielen.